# Irischer Kalkstein

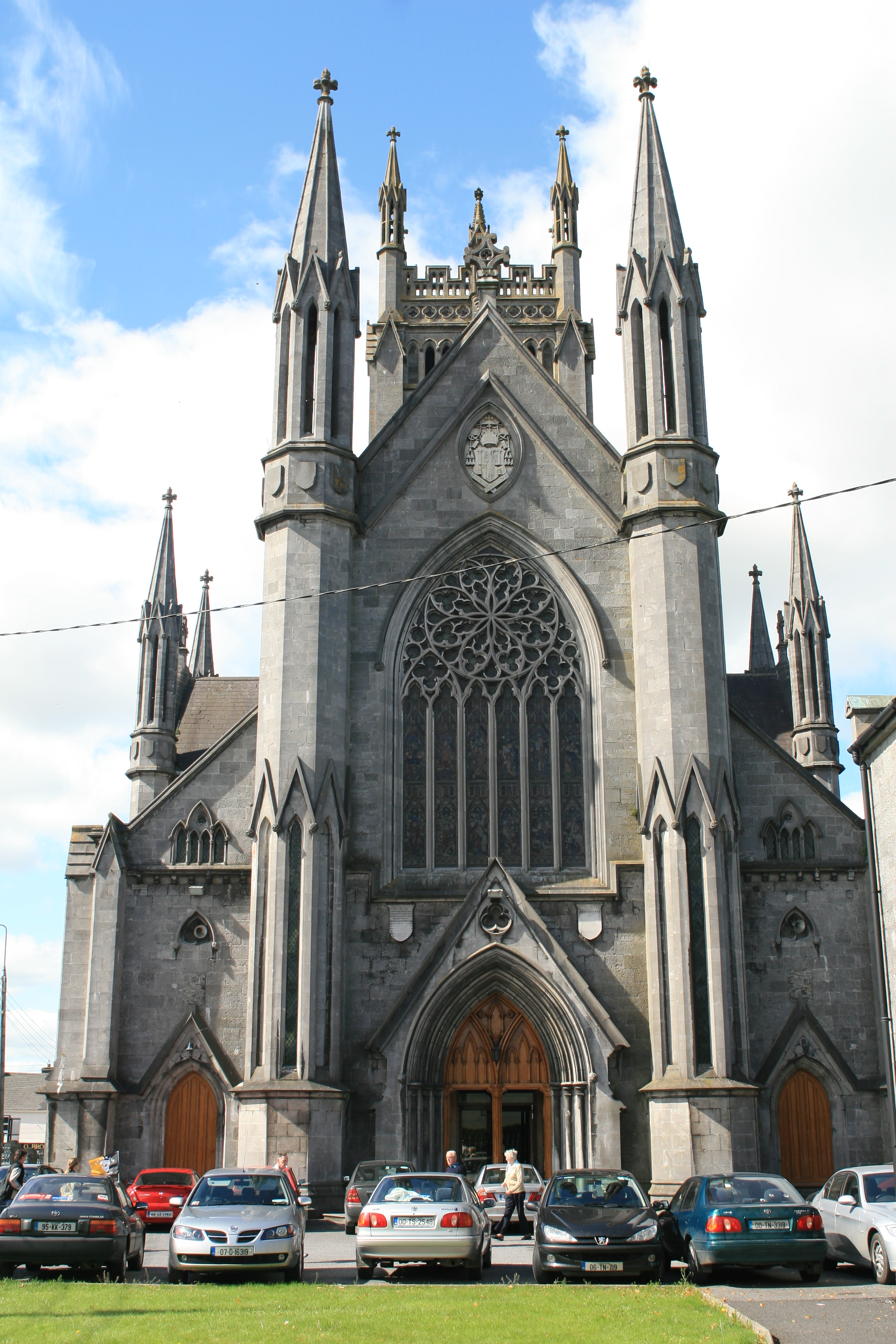
Marienkathedrale von Kilkenny aus Irischem Blaustein

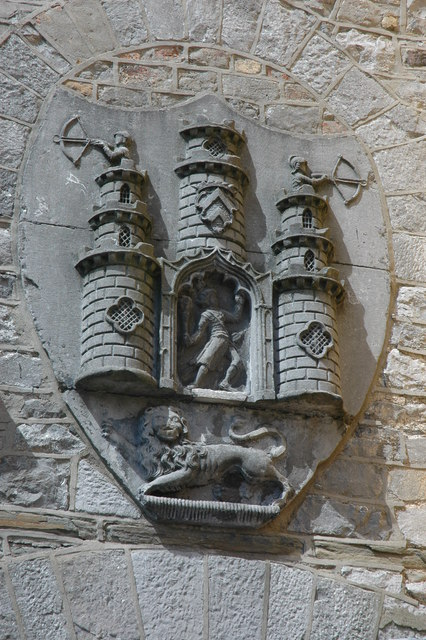
Wappen: Steinbildhauerarbeit aus Irischem Blaustein

Irischer Blaustein (engl.: Irish Blue Limestone) ist ein blaugrauer Kalkstein aus Kilkenny in Irland, der im Karbon vor 370 bis 325 Millionen Jahren entstand. Es handelt sich um einen kulturhistorisch bedeutenden Naturstein Irlands, der heute auch international und in Deutschland Verwendung findet.

## Entstehung
Das Vorkommen des Irish Blue Limestone erstreckt sich unter Irland, außer unter dem County Wicklow und County Antrim, und das Gestein unterliegt mehr als die halbe Fläche der Insel.
Dieser Kalkstein entstand in einer flachen Meeresbucht in warmem Wasser des Iapetus. Die Bucht lag vor einer großen Landmasse etwa 5 Grad nördlich des Äquators, in der sich Fossilien ablagerten. Vor etwa 325 Millionen Jahren fiel die Bucht trocken und der harte, feinkörnige Kalkstein entstand durch Diagenese, in der die Fossilien zertrümmert wurden. Durch die Bewegungen der Plattentektonik befindet sich dieses Kalksteinvorkommen heute in Irland.

## Gesteinsbeschreibung und Mineralbestand
Die graue Farbe der Irischen Kalksteins entstand durch feinstverteilten Kohlenstoff, der sich in die Kalzitkristalle einlagerte. Durch die unterschiedliche Bearbeitung von Natursteinoberflächen kann diese von grau bei Grobschliff oder von dunkelblau bis dunkelschwarz bei Politur reichen.
Der abgelagerte Kalkschlamm bestand aus Fossilresten von Seelilien, die ihre reinweiße bis graue Farbe behielten und sie kontrastieren als Körner und Einschlüsse in der bis zu dunklen Matrix. Bei fehlenden fossilen Bestandteilen ist der Blaustein durchgehend schwarz. Der Kalkgehalt reicht von 94 % bis 98 %, während der Dolomitgehalt bei lediglich 2 % liegt. Durch Silifizierung entstanden knollenförmige Flinteinschlüsse mit einem Durchmesser von bis zu 10 cm. Neben der Verfestigung des Kalksteins durch Überlagerung kam es zur Stylolithbildung, wobei die Calzitkristalle aufgelöst wurden und der feinstverteilte Kohlenstoff ausgeschieden wurde.

## Vorkommen und Verwendung
Die Gesteinsbänke des Irischen Kalksteins sind flach gelagert, da im zentralen Irland keine Gebirgsbildung stattfand. Da dieser Kalkstein in unterschiedlichen Gesteinsbänke gewonnen wird, treten unterschiedlich graue Farbtöne auf. Dieser Kalkstein wird seit Jahrhunderten in verschiedenen Steinbrüchen um Kilkenny, wie auch dem benachbarten Carlow abgebaut.
Der Irische Blaustein wird in der heutigen Architektur im Außen- und Innenbereich für Fassadenbekleidungen, als Bodenplatten, Treppen und Fensterbänke wie auch im Gartenbau verwendet. In Irland wurde er vor allem als Massivbaustein für historische profane und klerikale Bauten und in der Steinbildhauerei verwendet. Durch Verwitterungsprozesse wird er im Außenbereich, sofern er poliert verbaut ist und beregnet wird, wieder grau.
Irischer Blaustein ist wie alle Kalksteine säureempfindlich.

## Technische Daten
- Spez. Gewicht: 2700 kg/m³
- Druckfestigkeit: 126 N/mm²
- Wasseraufnahme: 0,93 %
- Biegezugfestigkeit: 141 N/mm²
- Ausbruchfestigkeit: 4,91 kN
- Frostbeständigkeit: ja
- Verschleißfestigkeit/Volumenverlust: 28 cm³/50 cm².[3]